# Mistrzostwa Świata w biegu 48-godzinnym 2022
Mistrzostwa Świata w biegu 48-godzinnym 2022 – zawody lekkoatletyczne, które odbyły się w dniach 3–5 września 2022 roku w Hainesport w Stanach Zjednoczonych.

## Medaliści
|                         | 1. miejsce        | Rezultat   | 2. miejsce           | Rezultat   | 3. miejsce  | Rezultat   |
| Mężczyźni indywidualnie | Budżargal Biambaa | 335,017 km | Dimostenis Marifoglu | 307,899 km | Byron Lane  | 285,566 km |
| Kobiety indywidualnie   | Viktoria Brown    | 314,272 km | Lisa Devona          | 312,679 km | Anna Miglio | 213,775 km |